# Arco (Idaho)
Arco es una ciudad ubicada en el condado de Butte, Idaho, Estados Unidos. Tiene una población estimada, a mediados de 2022, de 913 habitantes.
Es la sede del condado.
Fue la primera ciudad en el mundo en ser enteramente iluminada por energía atómica.

## Geografía
La localidad está ubicada en las coordenadas 43°37′55″N 113°18′4″O / 43.63194, -113.30111 (43.631893, -113.301033). Según la Oficina del Censo, tiene una superficie de 2.80 km², de la cual 2.77 km² corresponden a tierra firme y  0.03 km² están cubiertos de agua.

## Demografía
Según el censo de 2000, en ese momento los ingresos promedio de los hogares de la localidad eran de $27,993 y los ingresos promedio de las familias eran de $34,688. Los hombres tenían ingresos per cápita por $34,688 contra los $17,386 que percibían las mujeres. Los ingresos per cápita en la localidad eran de $14,744. Alrededor del 22.6% de la población estaba bajo el umbral de pobreza nacional.
De acuerdo con la estimación 2017-2021 de la Oficina del Censo, los ingresos promedio de los hogares de la localidad son de $25,417 y los ingresos promedio de las familias son de $36,667. Alrededor del 45.4% de la población está bajo el umbral de pobreza nacional.